# Thomas Cavalier-Smith
Thomas Cavalier-Smith (Londra, 21 ottobre 1942 – 19 marzo 2021) è stato un biologo britannico che si occupò di biologia evolutiva presso il Dipartimento di zoologia della università di Oxford.
Fu autore di molti lavori sulla classificazione sistematica dei protisti e dei procarioti. Nel 2004 vinse l'International Prize for Biology. Nel 2007 la Linnean Society of London conferì la Medaglia Linneana a lui e a Phil Cribb.